# Syrphoctonus rufulus
Syrphoctonus rufulus är en stekelart som först beskrevs av Dasch 1964.  Syrphoctonus rufulus ingår i släktet Syrphoctonus och familjen brokparasitsteklar. Inga underarter finns listade i Catalogue of Life.